# Museum de Scheper

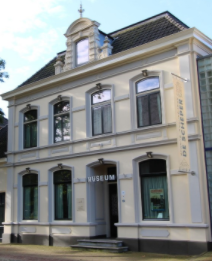
Museum de Scheper

Museum de Scheper is een museum in Eibergen. Het museum is opgericht door Herman Schepers en het besteedt veel aandacht aan de geschiedenis van Eibergen en Berkelland.

## Geschiedenis
Vanaf de Tweede Wereldoorlog begint Herman Schepers met het verzamelen van spullen die hij vindt tijdens het opgraven. Hij begint al vroeg met het oprichten van een museum. Het museum is gevestigd in een voormalige villa. In 1989 stond de Vuurrever (een boerderij in Haarlo) op het punt om afgebroken te worden. Schepers heeft met geld van de gemeente de boerderij helemaal nagebouwd in de achtertuin van het museum. Aan het pand werd toen een nieuwe entree gebouwd.
In april 1999 werd het museum 'heropend' met de boerderij in de achtertuin. In deze vorm kent het dorp Eibergen het museum nu. Op 5 juli 2019 overleed Herman Schepers op 83-jarige leeftijd aan de gevolgen van kanker. Hij bleef tot aan zijn dood actief in het museum.
Sinds 7 december 2005 is het museum een geregistreerd museum. Sinds 2 februari 2016 bestaat er ook een eigen YouTube-kanaal.

## Collectie

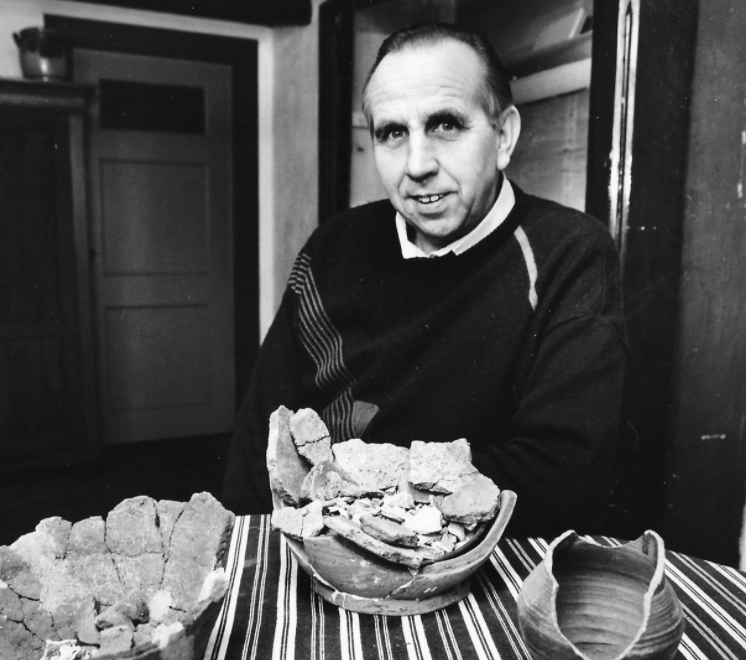
de oprichter van het museum: Herman Schepers in 1988

Het museum heeft meer dan 30.000 objecten uit verschillende tijdvakken: fossielen uit de tijd dat de Achterhoek nog aan zee lag tot en met overblijfselen van de bloeiende industrie van Eibergen. Daarnaast heeft het museum van alles uit het vroegere dagelijks leven op het platteland en in het dorp. Het museum is ingedeeld in de volgende vakken
1. Geologie: over het ontstaan van het gebied in Eibergen
2. Archeologie: over de mensen in de prehistorie en hun spullen
3. Boerenleven: over het boerenleven in Eibergen
4. Eibergse schrijvers: over de levens van: Willem Sluyter, Antoni Staring, Menno ter Braak, Hendrik Odink, Gerrit Odink en Gerrit Achterberg
5. Kleding en textiel: over de kleding van de inwoners van Eibergen en hoe het gemaakt werd
6. Dagelijks leven: over het leven van de inwoners van Eibergen in verschillende klassen
7. Tweede Wereldoorlog: over Eibergen in de Tweede Wereldoorlog en de bevrijding
8. Ambacht & industrie: over de industrie in Eibergen

Een deel van de collectie is een verzameling geweest van Herman Schepers.

## Gebouw

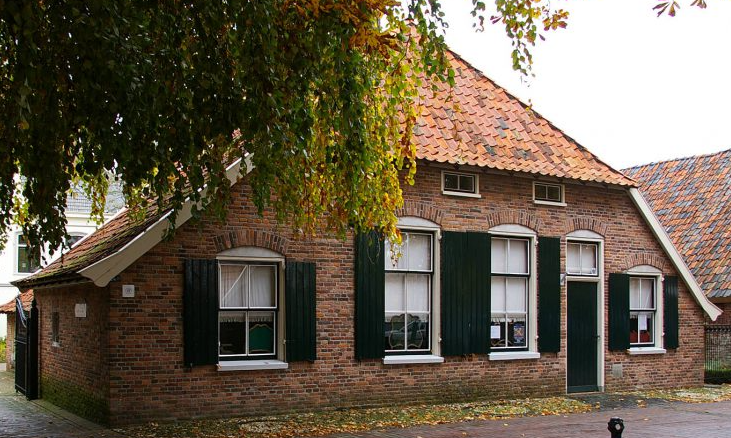
De Vuurrever in de achtertuin van het museum

Het museum is verdeeld in twee gebouwen: de voorkant is een villa geweest die stamt uit 1875, daar worden de collecties van geologie, archeologie, Eibergse schrijvers, kleding & textiel, dagelijks leven, de Tweede Wereldoorlog en ambacht & industrie tentoongesteld. De boerderij stamde oorspronkelijk uit 1857 maar is gesloopt in 1989. Een replica staat in de achtertuin van het museum. Daar wordt een beeld van het boerenleven gegeven.